# 刘焱
刘焱（1957年—），汉族，中华人民共和国政治人物。

## 生平
担任北京师范大学教育学部学前教育研究所（系）教授、原学前教育系主任。2008年，当选第十一届全国政协委员，代表教育界，分入第四十一组。并担任教科文卫体委员会专委。2018年1月，当选第十三届全国政协委员。